# Шампионат Кариба 1985.
Шампионат Кариба 1985. је било пето издање овог фудбалског турнира на репрезентативном нивоу који је организовала Карипска фудбалска унија. Учествовало је 12 репрезентација са Кариба, две мање него у претходном издању, уз први наступ Кајманских острва.
Мартиник је био победник финалног хоумрана на Барбадосу и био је прва репрезентација која је успешно одбранила титулу и прва која је више пута освојила турнир. 

## Називи турнира
Фудбалски савез Кариба је ово такмичење организовало под именом Шампионат Кариба од 1978. до 1988. године, од 1989. до 1990. играно је под називом Карипско првенство, од 1991. до 1998. године променио је име и постао Шел Куп Кариба, издања из 1999. и 2001. звала су се Куп карипских нација, док се од 2005. до 2014. такмичење звало Дигисел Куп Кариба у издању за 2017. име је било Скошијабенк Куп Кариба.

## Квалификације
Барбадос (земља домаћин) и Мартиник (носилац титуле) се аутоматски квалификују за финални део турнира.

## Прво квалификационо коло

### Група 1
| Репрезентација           | Ута | Поб | Нер | Изг | ГД | ГП | ГР | Бод |
| ------------------------ | --- | --- | --- | --- | -- | -- | -- | --- |
| Тринидад и Тобаго        | 2   | 1   | 1   | 0   | 6  | 2  | +4 | 3   |
| Сент Винсент и Гренадини | 2   | 1   | 1   | 0   | 4  | 1  | +3 | 3   |
| Гренада                  | 2   | 0   | 0   | 2   | 1  | 8  | –7 | 0   |

| Сент Винсент и Гренадини | 1 : 1 | Тринидад и Тобаго |
| ------------------------ | ----- | ----------------- |
|                          |       |                   |

| Гренада | 1 : 5 | Тринидад и Тобаго |
| ------- | ----- | ----------------- |
|         |       |                   |

| Сент Винсент и Гренадини | 2 : 1 | Гренада |
| ------------------------ | ----- | ------- |
|                          |       |         |

### Група 2
- Учесници:  Антигва и Барбуда,  Доминика,  Гваделуп,  Кајманска Острва
- Гваделуп се квалификовао.

Резултати који су познати:
| Антигва и Барбуда | 2 : 1 | Доминика |
| ----------------- | ----- | -------- |
|                   |       |          |

| Антигва и Барбуда | 0 : 1 | Гваделуп |
| ----------------- | ----- | -------- |
|                   |       |          |

| Доминика | 2 : 1 | Кајманска Острва |
| -------- | ----- | ---------------- |
|          |       |                  |

### Група 3
| Репрезентација    | Ута | Поб | Нер | Изг | ГД | ГП | ГР | Бод |
| ----------------- | --- | --- | --- | --- | -- | -- | -- | --- |
| Суринам           | 2   | 2   | 0   | 0   | 2  | 0  | +2 | 4   |
| Гвајана           | 2   | 1   | 1   | 0   | 1  | 1  | 0  | 2   |
| Француска Гвајана | 2   | 0   | 0   | 2   | 0  | 2  | –2 | 0   |

| Француска Гвајана | 0 : 1 | Гвајана |
| ----------------- | ----- | ------- |
|                   |       |         |

| Француска Гвајана | 0 : 1 | Суринам |
| ----------------- | ----- | ------- |
|                   |       |         |

| Гвајана | 0 : 1 | Суринам |
| ------- | ----- | ------- |
|         |       |         |

## Друго квалификационо коло
Победник сваке групе у првом квалификционом колу пласирао се у други круг. 
| Репрезентација    | Ута | Поб | Нер | Изг | ГД | ГП | ГР | Бод |
| ----------------- | --- | --- | --- | --- | -- | -- | -- | --- |
| Гваделуп          | 2   | 1   | 1   | 0   | 2  | 1  | +1 | 3   |
| Суринам           | 2   | 1   | 0   | 1   | 1  | 1  | 0  | 2   |
| Тринидад и Тобаго | 2   | 0   | 1   | 1   | 1  | 2  | –1 | 1   |

| Гваделуп | 1 : 1 | Тринидад и Тобаго |
| -------- | ----- | ----------------- |
|          |       |                   |

| Суринам | 0 : 1 | Гваделуп |
| ------- | ----- | -------- |
|         |       |          |

| Тринидад и Тобаго | 0 : 1 | Суринам |
| ----------------- | ----- | ------- |
|                   |       |         |

- Гваделуп и Суринам су се пласирали у финале
- Мартиник се квалификовао као носилац, Барбадос се квалификовао као домаћин.

## Финални турнир
Финална фаза је одржана на Барбадосу
| Репрезентација | Ута | Поб | Нер | Изг | ГД | ГП | ГР | Бод |
| -------------- | --- | --- | --- | --- | -- | -- | -- | --- |
| Мартиник       | 3   | 2   | 1   | 0   | 5  | 2  | +3 | 5   |
| Барбадос       | 3   | 0   | 3   | 0   | 2  | 2  | 0  | 3   |
| Гваделуп       | 3   | 0   | 2   | 1   | 4  | 5  | –1 | 2   |
| Суринам        | 3   | 0   | 2   | 1   | 2  | 4  | –2 | 2   |

| [[Фудбалска репрезентација Мартиника {{{altlink2}}}\|Мартиник]] | 2 : 1 | Гваделуп |
| --------------------------------------------------------------- | ----- | -------- |
|                                                                 |       |          |

| Барбадос | 0 : 0 | Суринам |
| -------- | ----- | ------- |
|          |       |         |

| [[Фудбалска репрезентација Мартиника {{{altlink2}}}\|Мартиник]] | 2 : 0 | Суринам |
| --------------------------------------------------------------- | ----- | ------- |
|                                                                 |       |         |

| Барбадос | 1 : 1 | Гваделуп |
| -------- | ----- | -------- |
|          |       |          |

| Суринам | 2 : 2 | Гваделуп |
| ------- | ----- | -------- |
|         |       |          |

| Барбадос | 1 : 1 | Мартиник |
| -------- | ----- | -------- |
|          |       |          |

| Најбољи играч | Победник Шампионата Кариба 1985. Мартиник 2° титула | Најбољи стрелац |